# 주문진중학교
주문진중학교(注文津中學校)는 대한민국 강원특별자치도 강릉시 주문진읍 교항리에 위치한 공립 중학교이다.

## 학교 연혁
- 1951년 8월 31일 : 주문진수산고등학교 김창성 교장이 본교 초대 교장으로 겸임 발령, 취임
- 1951년 8월 31일 : 주문진중학교 설립 인가
- 1951년 9월 1일 : 개교 및 입학식(6학급)
- 1951년 9월 21일 : 주문진수산중학교 2학년(145명), 3학년(109명)을 본교에 편입
- 1952년 3월 24일 : 제1회 졸업식
- 1996년 3월 1일 : 주문진여자중학교와 통합(통합 후 39학급)
- 2023년 9월 1일 : 제28대 이명호 교장 부임
- 2025년 1월 6일 : 제74회 졸업식(86명) (누계 23,469명)

## 참고 자료
- 주문진중학교 - 한국교육학술정보원 학교알리미